# Colección Arqueológica de Stavrós
La Colección Arqueológica de Stavrós es una colección o museo de Grecia ubicada en la localidad de Stavrós, en la isla de Ítaca. 
Se encuentra en un edificio pequeño construido en la década de 1930. La exposición fue renovada en 1998. El edificio sufrió los efectos de un terremoto en noviembre de 2015 y tuvo que ser cerrado para ser objeto de reparaciones. Fue reabierto en 2016.  
Esta colección se compone de piezas pertenecientes a épocas comprendidas entre la Edad del Bronce Antigua y la época romana. A la Edad del Bronce Antigua pertenecen los hallazgos de vasijas de barro y herramientas de piedra de la colina de Pilikata, que es también donde se encuentra el edificio que alberga la colección. De la cueva Loizos proceden otra serie de hallazgos de una cronología que abarca desde la época micénica hasta la romana. Destacan fragmentos de trípodes de bronce decorados del periodo geométrico y una máscara del periodo helenístico con una inscripción que hace referencia a Odiseo y que atestigua que en este lugar se rendía culto al héroe. Por otra parte, hay jarrones de barro del asentamiento micénico de Tris Langades y, procedentes del pueblo de Stavrós, hay hallazgos de tumbas de los periodos clásico y helenístico.